# Mongolsko na Letních olympijských hrách 1996
Mongolsko se účastnilo Letní olympiády 1996. Zastupovalo ho 16 sportovců (12 mužů a 4 ženy) v 7 sportech.

## Medailisté
| Medaile | Jméno                   | Sport | Soutěž                   |
| ------- | ----------------------- | ----- | ------------------------ |
| Bronz   | Dordžpalamyn Narmandach | Judo  | muži superlehká do 60 kg |